# 阿尔塞塔斯二世 (马其顿)
阿尔塞塔斯二世 (Greek: Ἀλκέτας B' ὁ Μακεδών; died 448 BC) 是一名马其顿王。

## 传记
阿尔塞塔斯是亚历山大一世的长子；他是阿敏塔斯一世和欧律狄刻的孙子。前454年，在他的父亲死后，他成为了马其顿王。 他的弟弟是佩尔狄卡斯二世和腓力王子（Philip(pus)）。他有酒精依赖症。在做了6年王之后, 被他的侄子阿奇拉杀死。随后，阿尔塞塔斯的年轻弟弟佩尔狄卡斯(阿奇拉的父亲)接手了马其顿政权。